# Аврам Тасков
Аврам Гаврилов Тасков е български общественик, деец на Българското възраждане в Източна Македония.

## Биография
Тасков е роден в Мехомия, в Османската империя, днес в България в семейството на свещеника и просветен деец Гаврил Тасков. Тасков е член на българската община в града в продължение на 25 години. След Руско-турската война в 1877 – 1878 г. работи като учител и занаятчия.